# Суводол (Новаци)
Суводол (мкд. Суводол) је насеље у Северној Македонији, у јужном делу државе. Суводол припада општини Новаци.

## Географија
Насеље Суводол је смештено у јужном делу Северне Македоније. Од најближег већег града, Битоља, насеље је удаљено 22 km источно.
Суводол се налазе у источном делу Пелагоније, највеће висоравни Северне Македоније. Насељски атар на западу је равничарски, док у источном делу издиже Селечка планина. Надморска висина насеља је приближно 660 метара.
Клима у насељу је умереноконтинентална.

## Становништво
Суводол је према последњем попису из 2002. године имао 2 становника. 
Претежно становништво по последњем попису су етнички Македонци (100%).
Већинска вероисповест је православље.